# Gert van der Schuren
Gert van der Schuren (auch Gert van der Schüren; * angeblich 1411 in Xanten; † 1496) wirkte als Sekretär am Hof des Klever Herzogs und war der Verfasser einer klevischen Chronik.

## Leben
Gert van der Schuren stammte aus Xanten und war ein Sohn des Johan van der Schuren († 1439), der unter Erzbischof Friedrich von Saarwerden das Amt eines kölnischen Amtmanns von Xanten innegehabt hatte, und der aus einer bedeutenden Schöffenfamilie stammenden Drude van Bemel († 1449/50). Gert hatte mehrere Geschwister: Johan, Rutger, der Kanoniker am Xantener Viktorstift wurde, Wilhem, Bela und Mechtelt. Gert war in erster Ehe mit einer Lysbeth van Eger († 1455/57), in zweiter Ehe mit einer Getrudis verheiratet. 
Aus der ersten Ehe entstammten mindestens drei Söhne, Stephan, Lambert und Johann, die alle eine geistliche Laufbahn einschlugen. Mit Lysbeth (Elisabeth) lebte er mindestens zwei Jahre in Wesel, wo zwei der Söhne geboren wurden. 
Mit Getrudis lebte er auf dem später vom Rhein zerstörten Haus Dornick in der Nähe von Büderich.
1440 trat Gert van der Schuren als Notar auf. Allerdings ist seine Einschreibung an der Kölner Universität erst für 1441 belegt. Wahrscheinlich 1450 trat er seinen Dienst als Sekretär in der klevischen Kanzlei unter Herzog Johann I. an. Gert scheint beim Klever Herzog in hohem Ansehen gestanden zu haben, denn er wurde schon früh zu speziellen Missionen herangezogen und begleitete ihn häufig auf Reisen. 1471 begann Gert van der Schuren im Auftrag seines Dienstherrn mit der Abfassung einer klevischen Chronik in niederfränkischer Sprache, für die er in großem Umfang das ihm zur Verfügung stehende Verwaltungsschriftgut der Klever Kanzlei auswertete. Seine Darstellung bricht mit den Berichten über das Jahr 1450 unvermittelt ab. Gert starb 1496.

## Werke
- Gert's van der Schüren Chronik von Cleve und Mark, herausgegeben und mit Anmerkungen versehen von Ludwig Tross, Hamm 1824 (online).
- Vocabularius qui intitulatur Teuthonista: deutsch-lat., lat.-deutsch. Arnold ter Hoernen, Köln 31. V. 1477 (Digitalisat).
- De origine Carthusiensium. Kreuzherrenkonvent, Düsseldorf 1506 (Digitalisat).
- Clevische Chronik: nach der Originalhandschrift des Gert van der Schuren nebst Vorgeschichte und Zusätzen von Turck, einer Genealogie des Clevischen Hauses ... Boss, Cleve 1884. Digitalisierte Ausgabe der Universitäts- und Landesbibliothek Düsseldorf.